# 小行星15118
小行星15118（15118 Elizabethsears）是一颗绕太阳运转的小行星，为主小行星带小行星。该小行星于2000年2月28日发现。

## 轨道参数
小行星15118的轨道半长轴为2.3803093 UA，离心率为0.099。